# Tennis Masters Cup 2008
La Tennis Masters Cup 2008 è stato un torneo di tennis indoor che si è disputato a Shanghai, Cina, dal 9 al 16 novembre 2008 sui campi sintetici indoor della Qizhong Forest Sports City Arena.
Si è trattata della 39ª edizione per quanto riguarda il torneo di singolare e della 34ª per quanto riguarda quello di doppio.

## Singolare

### Qualificati
Prima dell'inizio del torneo Rafael Nadal aveva annunciato la sua assenza a causa di problemi fisici che lo porteranno a saltare anche la finale di Coppa Davis contro l'Argentina. Al suo posto è subentrato quindi Gilles Simon, n.9 della race, che ha portato a due il numero di tennisti francesi presenti come non succedeva dal 1988 quando a qualificarsi per il torneo di fine anno furono Yannick Noah e Henri Leconte.
Ben ventiquattro giocatori hanno rifiutato di far parte delle due riserve (James Blake, David Nalbandian, David Ferrer, Stan Wawrinka, Fernando González, Fernando Verdasco, Gaël Monfils, Robin Söderling, Igor' Andreev, Nicolás Almagro, Tomáš Berdych, Tommy Robredo, Marin Čilić, Mardy Fish, Richard Gasquet, Ivo Karlović, Philipp Kohlschreiber, Dmitrij Tursunov, Marat Safin, Feliciano López, Paul-Henri Mathieu, Michail Južnyj, Rainer Schüttler e Mario Ančić) che sono stati quindi il ceco Radek Štěpánek (n.26) e il tedesco Nicolas Kiefer (n.35), già presente nel 1999.
Dei due Stepanek è sceso in campo in sostituzione di Andy Roddick, costretto al ritiro dopo un infortunio alla caviglia subito in allenamento il giorno dopo l'esordio con sconfitta contro Andy Murray.
1. Roger Federer (round robin)
2. Novak Đoković (Vincitore)
3. Andy Murray (semifinalista)
4. Nikolaj Davydenko (finalista)
5. Andy Roddick (round robin, ritirato a causa di un infortunio dopo la prima partita)

1. Jo-Wilfried Tsonga (round robin)
2. Juan Martín del Potro (round robin)
3. Gilles Simon (semifinalista)
4. Radek Štěpánek (round robin)

## Doppio

### Qualificati
Nel torneo di doppio si è registrata la defezione della coppia israeliana Erlich/Ram, n.5 della Race e vincitori nel 2008 dell'Australian Open e del Masters Series di Indian Wells il cui posto è stato preso dalla coppia n. 13 della Race e vincitrice del Roland Garros composta dall'uruguaiano Pablo Cuevas e dal peruviano Luis Horna.
1. Bob Bryan /  Mike Bryan (finalisti)
2. Daniel Nestor /  Nenad Zimonjić (Vincitori)
3. Mahesh Bhupathi /  Mark Knowles (round robin)
4. Jonas Björkman /  Kevin Ullyett (round robin)

1. Jeff Coetzee /  Wesley Moodie (round robin)
2. Lukáš Dlouhý /  Leander Paes (round robin)
3. Mariusz Fyrstenberg /  Marcin Matkowski (semifinalisti)
4. Pablo Cuevas/  Luis Horna (semifinalisti)

## Campioni

### Singolare
Novak Đoković ha battuto in finale  Nikolaj Davydenko con il punteggio di 6–1, 7–5

### Doppio
Daniel Nestor /  Nenad Zimonjić hanno battuto in finale  Bob Bryan /  Mike Bryan con il punteggio di 7–6(3), 6–2